# Wiktor Alexandrowitsch Tichomirnow
Wiktor Alexandrowitsch Tichomirnow (russisch Виктор Александрович Тихомирнов; * 1889; † 1919) war ein russischer Revolutionär.
Tichomirnow war 1912 einer der Organisatoren und Mitarbeiter der Prawda. Er war 1917 Delegierter des sechsten Parteitags der Bolschewiki und nahm in Moskau an der Oktoberrevolution teil. Danach war er Mitglied des Kollegiums des Volkskommissariats für Innere Angelegenheiten.

## Quelle
- Maria Anders, Christoph Kruspe (Hrsg.): Lexikon der Großen Sozialistischen Oktoberrevolution. Bibliographisches Institut, Leipzig 1987, ISBN 3-323-00083-8.